# Serge Racine
Pour les articles homonymes, voir Racine.
Serge Racine (né le 9 octobre 1951 en Haïti) est un footballeur international haïtien qui évoluait au poste de défenseur.

## Biographie

### Carrière en club
Avec le club du Wacker Berlin, il joue 60 matchs en deuxième division allemande entre 1975 et 1979, inscrivant 4 buts.

### Carrière en équipe nationale
Il figure avec l'équipe d'Haïti, dans le groupe de 22 joueurs qui participe à la Coupe du monde de 1974. Lors du mondial organisé en Allemagne, il joue deux matchs : contre la Pologne, et l'Argentine.

## Palmarès
Wacker 04 Berlin
- Oberliga Berlin (1) :
  - Champion : 1977-78.